# Alunișul, Bistrița-Năsăud
Alunișul (în trecut Găureni ) este un sat în comuna Zagra din județul Bistrița-Năsăud, Transilvania, România.

## Demografie
La recensământul din 2002 avea o populație de 318 locuitori.